# یواس‌اس لیهای (ای‌کی-۱۹۲)
یواس‌اس لیهای (ای‌کی-۱۹۲) (به انگلیسی: USS Lehigh (AK-192)) یک کشتی بود که طول آن 388' 8" بود. این کشتی در سال ۱۹۴۴ ساخته شد.